# Montaut-les-Créneaux
Montaut-les-Créneaux is een gemeente in het Franse departement Gers (regio Occitanie) en telt 589 inwoners (2004). De plaats maakt deel uit van het arrondissement Auch.

## Geografie
De oppervlakte van Montaut-les-Créneaux bedraagt 26,6 km², de bevolkingsdichtheid is 22,1 inwoners per km².

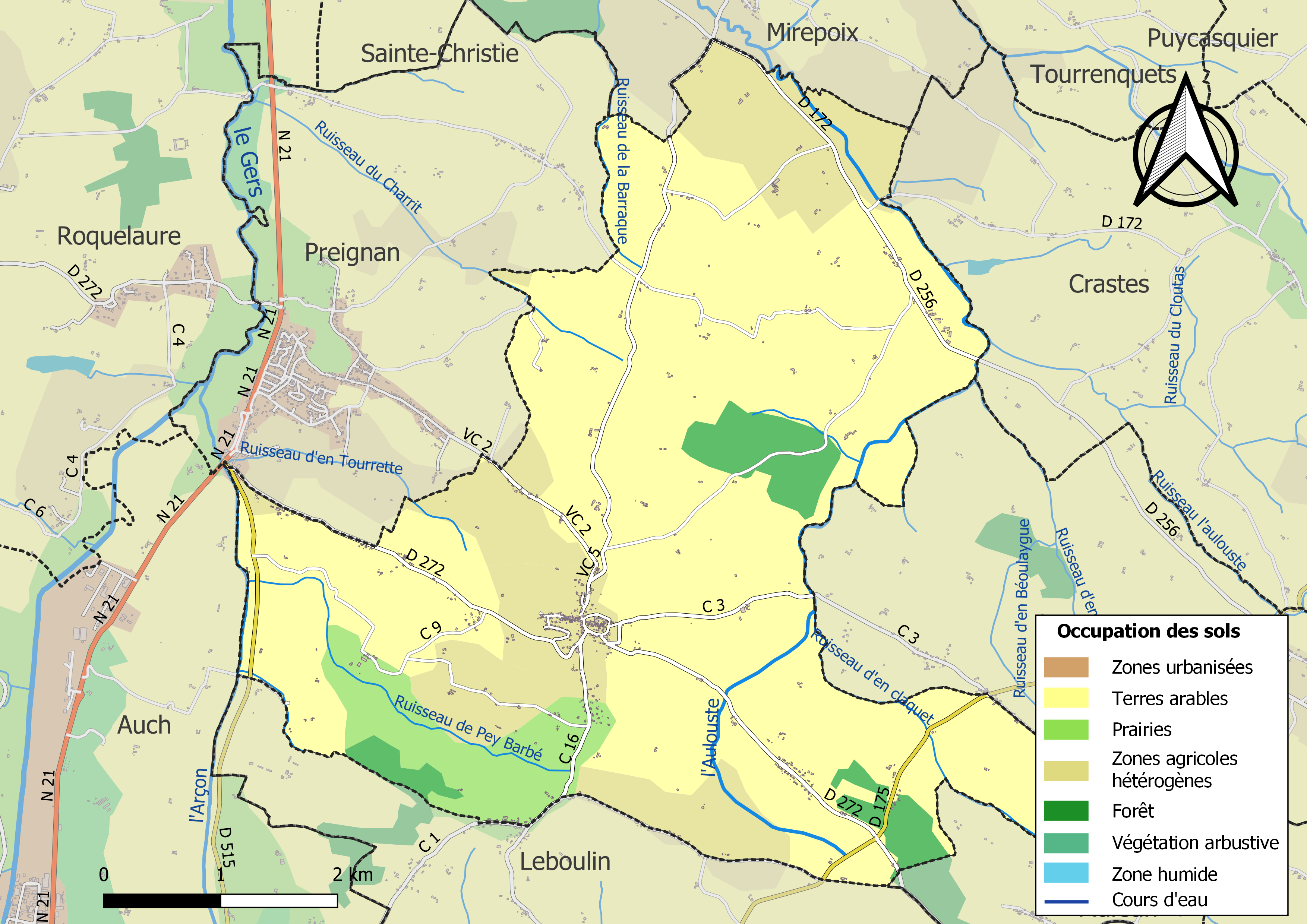
Kaart van de gemeente met belangrijkste infrastructuur, bodemgebruik en omliggende gemeenten

## Demografie
Onderstaande figuur toont het verloop van het inwonertal (bron: INSEE-tellingen).